# 악퉁
악퉁 (Achtung)은 대한민국의 록밴드이다. 밴드명인 Achtung은 독일어로 "주의, 존경, 경례"의 뜻을 가지고 있다.

## 구성원
- 추승엽 - 보컬, 어쿠스틱 기타
- 장세환 - 드럼
- 김엘리사 - 베이스

## 음반 목록

### 정규 음반
- Achtung - (2008년 10월 21일)
  1. Be The Man
  2. 비밀
  3. Look At Me
  4. 달
  5. Move To Your Heart
  6. 조금씩 조금씩
  7. 떠나버릴래
  8. 내버려진
  9. 시선
  10. Passion
  11. Say Something
  12. Alone
- 네 안에 숨기 - (2010년 2월 5일)
  1. 나의 길
  2. Regret
  3. Take Me Higher
  4. 네 안에 숨기
  5. Dilemma
  6. Mistake
  7. 6월 8일
  8. Autumn Leaves
  9. Wake Me Up히트곡
  10. Tic Tac Toe
- Reality - (2011년 1월 14일)
  1. Reality
  2. Miss Kim
  3. 상실
- 그렇잖아 - (2012년 11월 14일)
  1. 그렇잖아
  2. 스쳐지나
  3. 비밀
- 기록 - (2013년 8월 30일)
  1. Drive
  2. 구름비
  3. 그렇잖아 (Album Ver.)
  4. Gonna Take U Ride
  5. 바람의 기억
  6. 서투른 고백
  7. Fool
  8. 자유로운 선택
  9. 스쳐지나 (Album Ver.)
  10. Push
  11. 숨김폴더
- 3.5 - (2016년 7월 25일)
  1. 내 맘이 비되어
  2. 아련하게
  3. 최면
  4. Sad So
  5. 찬찬찬
  6. 내 맘이 비되어 (Studio Live Ver.)

### 참여 음반
- 마이캅 OST - (2008년 5월 15일)

1. 조금씩
2. 달(月)

- 서바이벌 TOP밴드2 16강-A (2012년 7월 15일)
  1. 단발머리 (조용필) - 악퉁(Achtung)
  2. 왜 불러 (송창식) - 고래야
  3. 밤이면 밤마다 (인순이) - 장미 여관
  4. 세계로 가는 기차 (들국화) - T.A-COPY
  5. When A Man Loves A Woman (Michael Bolton) - 펠라스(Fellas)

- 서바이벌 TOP밴드2 8강-B (2012년 9월 2일)
  1. 어쩌다 마주친 그대 (송골매) - 몽니(Monni)
  2. 손에 손잡고 (코리아나) - 피터팬 컴플렉스
  3. 기타로 오토바이를 타자 (산울림) - 피아
  4. 한동안 뜸했었지 (사랑과 평화) - 악퉁(Achtung)

- 서바이벌 TOP밴드2 8강 생방송-A (2012년 9월 16일)
  1. 슬픔이 올 때 (신성우) - 몽니(Monni)
  2. 오늘 같은 밤 (이광조) - 장미 여관
  3. I Want To Break Free (Queen) - 악퉁(Achtung)
  4. Tubthumping (Chumbawamba) - 트랜스픽션(Trans Fixion)

- 마녀의 성 OST Part 13 - (2016년 4월 1일)

1. 너무 늦었잖아요

- 다시 시작해 OST Part 2 - (2016년 6월 2일)[1]

1. 나의 옛날 이야기

### 싱글 음반
- 그 날(with 윤도현)[2] - (2014년 5월 22일)
- 거울속의 너(with 정엽)[3] - (2014년 8월 14일)
- 연연(with 김경호)[4] - (2014년 10월 14일)
- 아련하게 - (2016년 1월 21일)
- Sad So  - (2016년 2월 4일)
- 최면 - (2016년 5월 17일)
- 치료해줘 - (2018년 11월 24일)
- 마지막온기 - (2019년 1월 18일)
- 조금 기다려 - (2019년 3월 15일)
- 피안화 - (2019년 5월 17일)
- 복숭아 - (2019년 7월 19일)
- 다시 그 곳 에 - (2019년 9월 20일)

## 공연
- 악퉁 콘서트 - Achtung(악퉁)과 겨울나기 (2011년 1월 15일, 대학로 티오엠 1관)
- 킹콩 초이스 콘서트 - WINTER IN KINKONG CHOICE (2011년 12월 25일, 압구정 일지아트홀)
- 서울 라이브 뮤직 페스타 Vol.6 - Seoul Live Music Festa Vol.6. 홍대의 역습 (2012년 7월 28일, 롤링홀)
- 유투미투 - 투한국음악발전소 인디뮤지션지원프로젝트 (2012년 9월 14일, 올림픽공원내 올림픽홀 뮤즈라이브)
- 서울 라이브 뮤직 페스타 Vol.8 Seoul Live Music Festa Vol. 8 [Rockstar Alive] (2012년 10월 6일, 롤링홀)
- 서울 라이브 뮤직 페스타 Vol.9 Seoul Live Music Festa Vol. 9 [Master Hongdae] (2012년 10월 27일, 롤링홀)
- 악퉁 콘서트 Don't Cry 악퉁 EP 발매기념콘서트 (2012년 11월 16일, KT&G 상상마당 라이브홀)
- 서울 라이브 뮤직 페스타 Vol.10 Seoul Live Music Festa Vol.10 [VOTE 2012 the road of HONG DAE KING] (2012년 11월 24일, 하나투어 브이홀)
- 탑밴드2 콘서트 한판붙자(2012년 12월 15~16일, 올림픽공원 올림픽홀)
- 롤링 18주년 기념 콘서트 Vol.06(2013년 1월 18일, 롤링홀)
- 지산 월드 락 페스티벌 JISAN WORLD ROCK FESTIVAL(2013년 8월 2~4일, 지산 리조트)
- 트리퍼 사운드 5주년 기념 콘서트5th Anniversary of Tripper Sound(2013년 11월 23일, 홍대 라이브홀 프리즘)
- 악퉁 콘서트 - 2015 투어 대전 (2015년 2월 27일, 버디식스)
- 춘천밴드 페스티벌 (2015년 5월 1~3일, 춘천시 삼천동 392 수변공원)
- 악퉁 콘서트 봄의향연(2015년 5월 9일, 홍대 잭비님블)
- 제4회 라이브 클럽데이 LIVE CLUB DAY (2015년 5월 29일, 홍대 일대 클럽)
- 언더 킹 콘서트 UNDER KING 1st Concert(2015년 6월 19일, KT&G 상상마당 라이브홀)
- 2016 부산록페스티벌 (2016년 8월 26~28일, 삼락생태공원)
- 악퉁 2016 투어 'Achtung 2016 Tour'(2016년 9월 10일, 플랫폼 창동 61 레드박스)
- 대따큰소규모페스티벌 - 대전(2016년 10월 29일, 금강로하스대청공원동편잔디광장)
- 악퉁 in the 플레이스 뮤직프로젝트 [놀 100] (2017년 2월 4일, 플레이스)
- JUMF 2019 전주얼티밋뮤직페스티벌 (2019년 8월 2~4일, 전주종합경기장)
- 2019 PAMF 팝켓 아시아뮤직페스티벌 (2019년 8월 8~17일, 인천 왕산마리나 광장)